# Krone Sila
Krone Sila (korejsko 신라 금관) so bile izdelane v korejskem kraljestvu Sila približno v 5.–7. stoletju.
Te krone so bile izkopane v Gjongdžuju, nekdanji prestolnici Sile, in so označene kot nacionalni zaklad Južne Koreje.

## Uvod
Krone Sila so odkrili v gomilah Gjongdžuja v Južni Koreji, glavnem mestu Sila in Združene Sila. Gomile Sila so bile za razliko od gomil Pekče in Gogurjo nedostopne, ker grobnice niso imele prehodov in hodnikov. Namesto tega so izkopali globoke jame, obložene z lesom, kamor so položili zaklade in krsto. Te grobne jame so prekrili z zemljo in zatesnili z glino, nato pa so površino prekrili z ogromnimi rečnimi balvani, ki so bili nato prekriti z ogromnimi kupi zemlje. Težki balvani so služili tudi temu, da so grobnice potiskali globlje v zemljo, zaradi česar so bile še bolj nedostopne. Pogrebni mehanizem Sila je omogočil, da roparji grobov in tuji napadalci nikoli niso mogli ukrasti njihove dragocene vsebine. Nekatere krone so narejene iz čistega zlata in so bile verjetno rezervirane za kralje. Druge krone so odkrili iz pozlačenega brona, verjetno za prince ali nižje kralje. Krone Sila so izkopali iz grobnice Geumgvančong iz 5. stoletja, grobnice Zlati zvon in grobnice Čonmačong (Nebeškega konja) iz 6. stoletja. Sprejetje budizma s strani kraljev Sila leta 528 n. št. je sčasoma privedlo do upada prakse zakopavanja zlatih artefaktov v grobnice in do konca 6. stoletja se je ta praksa ustavila.

## Zgodovinsko ozadje
Na umetnost Sila je sprva vplival Gogurjo, kasneje pa Pekče. Poleg tega je Sila sprejelo kitajsko in južne kulture, kot je indijska, ta večkulturni vpliv pa je mogoče videti tudi v zlati kroni. Posledično je Sila razvilo kulturo ambicioznosti in nežnega sloga, po združitvi pa kaže bolj sijajen in prefinjen videz. Relikvije, izkopane iz različnih grobnic Sila, imajo veliko okraskov vladajočega razreda Sila.

## Simbolika krone
Slog zunanjega dela kron nakazuje na korejsko povezavo s skito-iranci (Saki) prek stika z ljudmi Evrazijske stepe. Krone so edinstven korejski izdelek in ne kažejo kitajskega vpliva. Krona Sila se prav tako opazno razlikuje od krone Pekče, krone Gaja in krone kraljestev Gogurjo. Drevesni motiv na kroni naj bi predstavljal idejo svetovnega drevesa, ki je bilo pomembno načelo sibirskega in iranskega šamanizma.
Vendar pa nekateri verjamejo, da izbokline, podobne trizobu, simbolizirajo gore ali celo ptice. Poleg tega rogovjem podobni zobci kažejo tudi na močno povezavo s korejskim šamanizmom ali pomenom severnih jelenov.
Krona v Afganistanu (glej sliko) je zelo podobna drugim korejskim kronam, kar je prav tako dokaz skitsko-iranske povezave. Poleg tega sofisticirana obdelava kovin kron iz Sile kaže, da so imeli zlatarji Sile napredno znanje o delu z zlatom. Nekateri so celo teoretizirali, da te napredne tehnike obdelave zlata, kot sta granulacija in filigran, izvirajo od Grkov ali Etruščanov, še posebej ker gomile iz Sila vsebujejo tudi kroglice in steklene izdelke, ki so prišli celo iz Sredozemlja. Vendar raziskave in zgodovinski dokumenti kažejo na perzijsko povezavo ali celo izvor.
Železni predmeti so bili na Korejski polotok vneseni s trgovino s poglavarstvi in državnimi družbami na območju Rumenega morja v 4. stoletju pred našim štetjem, tik ob koncu obdobja vojskujočih se držav, vendar pred začetkom dinastije Zahodni Han.
Občutljivost zlatih kron izhaja iz dejstva, da so bile izdelane iz rezanja tanke pločevine zlata. Krona je nepraktična za nošenje in nekateri verjamejo, da je bila morda izdelana posebej kot pogrebni dar. Morda obstaja tudi povezava s starodavno Japonsko, saj so gogoke pogosto uporabljali tudi vladajoči elektorji te družbe. Ti dragulji iz žada in stekla v obliki vejice so morda simbolizirali sadje in obilje dreves. Uporaba številnih drobnih zlatih ogledal, ki visijo s krone, je nekatere napeljala k hipotezi, da bi bila krona, nošena na sončni svetlobi, bleščeč spektakel, ki bi okrepil tradicionalno vlogo kralja Sila kot simbolnega predstavnika sonca na zemlji.
Krone so sestavljene iz dveh glavnih delov. Notranji del je zlata kapa, ki je bila morda prekrita s svilo. Ta kapa je bila znotraj traku zunanje krone. Obstaja še tretji del krone, in sicer zlate verige s pritrjenim žadom, ki so bile morda pritrjene na zunanji trak. Vendar pa obstajajo precejšnje polemike o tem, kako naj bi krono nosili. Nekateri verjamejo, da naj bi se vsi trije deli nosili skupaj v eni kroni. Vendar pa dejstvo, da so tri dele krone našli na treh različnih območjih nekaterih grobnic, kot je grobnica Nebeškega konja, kaže na to, da so ti trije predmeti pravzaprav tri različne vrste kron za različne priložnosti.

## Seznam kron Sila
Glej tudi: Nacionalni zakladi Južne Koreje 
Južna Koreja je nekatere krone Sila uradno označila za nacionalne zaklade (korejsko 국보; handža: 國寶; gukbo), druge za zaklade (korejsko 보물; handža 寶物; bomul). 
| Skupina         | Slika | Podatki |
| --------------- | --- | --- |
| Narodni zakladi | | Narodni zaklad št. 87 Zlata krona iz Geumgvančonga (korejsko 금관총 금관; handža: 金冠塚金冠; Geumgvančong geumgvan; Kŭmgvanč'ong kŭmgvan) je največja odkrita zlata krona. Grobnica z zlato krono je dobila ime po tem zakladu. 12. decembra 1962 je bila razglašena za nacionalni zaklad. Krona je visoka 44 centimetrov in ima premer 19 centimetrov. Je največja doslej odkrita zlata krona Sila. Ta krona je sestavljena iz dveh delov. Zunanji trak je bil odkrit v grobnici, notranji pokrov pa zunaj grobnice. Zunanji trak je sestavljen iz treh drevesnih vej, ki imajo po tri veje. Na naglavnem traku je trikrat napisan kitajski znak 出 čul. Poleg tega ima zunanji naglavni trak na levi in desni strani dve izboklini, podobni rogovjem. Vse izbokline imajo žadaste in steklene kroglice ter drobna zlata ogledala, ki visijo z vej. Ob straneh naglavnega traku sta tudi dve zlati verižici z okraski v obliki listov, ki se končata z žadastimi dragulji. Ti dve verižici visita pod naglavnim trakom. Notranja krona je trikotni klobuk iz tanke zlate pločevine in ima dva okraska v obliki kril. Verjame se, da so krila povezana s korejskimi šamanističnimi verovanji. Krona je zdaj v Narodnem muzeju Gjongdžu in je mojstrovina korejske umetnosti. |
| Narodni zakladi | Narodni zaklad št. 188 Zlata krona iz Čonmačonga (korejsko 천마총 금관; handža: 天馬塚金冠; Cheonmachong geumgwan; Ch'ŏnmach'ong kŭmgwan) je trenutno shranjena v Narodnem muzeju Gjongdžu. Krona je bila 7. decembra 1978 razglašena za 188. narodni zaklad Koreje. Krona je bila najdena v Čonmačongu (grobnica št. 155, znana tudi kot Grobnica nebeškega konja) leta 1973 in velja za krono kralja Sodžija ali kralja Džidžunga. Krona je visoka 32,5 centimetra. Na sprednji strani krone so trije zobci, ki tvorijo kitajski znak 山 'gora'. Na hrbtni strani sta tudi dva zobca v obliki jelenjega roga. Ta krona ima tudi dve viseči zlati verižici v obliki listov, ki visita s konca naglavnega traku. Omeniti velja, da imajo drevesni kraki te krone štiri veje namesto bolj običajnega motiva treh vej. Še vedno obstajajo polemike o tem, kako naj bi to krono nosili zaradi tega, kje so jo našli v grobnici glede na krsto. Neo-linijski ljudje, ki so na svilni poti komunicirali s Sogdijci, so sprejeli kulturo nomadov. Nomadi so naravo dojemali v treh dimenzijah: nizki, srednji in visoki. Ta način razmišljanja se kaže kot okras jelena, kar pomeni tla, drevesa, ki povezujejo tla z nebom, in ptice, ki letijo po nebu. Sila Geumgvan nam pove, da so ljudje iz kraljestva Sila aktivno komunicirali in fleksibilno sprejemali druge kulture. | |
| Narodni zakladi | Narodni zaklad št. 191 Zlata krona iz Hvangnamdečonga (korejsko 황남대총 북분 금관; handža: 皇南大塚北墳金冠; Hwangnamdaechong bukbun geumgwan) je trenutno na ogled v Korejskem narodnem muzeju in je tam eden najbolj priljubljenih eksponatov, skupaj z dvema Bangasajusangoma. Je narodni zaklad Koreje in je bila kot taka poimenovana 12. decembra 1978. Višina krone je 27,5 centimetra, zlate verižice in obeski, ki visijo s krone, znani kot Suhasik, pa so dolgi od 13 do 30,3 centimetra. Krona je znana po obilni uporabi žada. Suhasiki so združeni v dve skupini po tri in so razporejeni tako, da so najdaljše verižice na zunanjem robu, najmanjše pa so najbližje sprednjemu delu krone. Suhasiki imajo na koncu verižic tudi modri žad in zlate liste. Še vedno obstaja polemika o tem, ali so Suhasiki dejansko del krone, in sicer zato, ker so bili ob izkopavanjih najdeni ločeno od krone. Krona ima tri drevesne zobce s tremi vejami na vsaki in ima tudi dva rogovju podobna zobca na levi in desni strani glavnega pasu. Drevesna zobca krone so nekateri učenjaki interpretirali kot kitajski znak za 'goro'. Na koncih krone so pritrjeni okraski iz jelenjega roga. Na kroni je bilo 77 kosov žada. Šestnajst kosov modrega žada v obliki vejice je bilo pritrjenih na kitajske znake, devet kosov žada na jelenje rogovje in enajst kosov na naglavni pas. Ta krona je še posebej znana po obilni uporabi žada. Ta krona je bila morda narejena za kraljico in obstaja precejšnja polemika o tem, kdo je bil pokopan v grobnici. | |
| Zakladi         | | Zaklad št. 338 Ta krona, znana kot Zlata krona iz gomile Geumnjongčong (korejsko 금령총 금관; handža: 金鈴塚金冠; Geumnyeongchong geumgwan; Kŭmnyŏngch'ong kŭmgwan), je trenutno shranjena v Korejskem narodnem muzeju. Z višino 27 centimetrov in premerom 15 centimetrov je najmanjša in najpreprostejša krona Sila, kar so jih doslej odkrili. Kot tipična krona Sila ima pet glavnih krakov. Drevesni kraki, oblikovani kot kitajski znak 出 čul, kar pomeni 'iti ven', so nameščeni na sprednji in stranskih straneh naglavnega traku. Drevesni kraki imajo po štiri veje. Ob straneh stranskih drevesnih krakov sta dva rogovjem podobna kraka. Poleg tega so na vrhu vsake veje ptice. Na zgornjem in spodnjem delu površine so dvovrstični vzorci s tehniko žigosanja. Viseči okraski visijo na desni in levi strani okvirja krone. Ta krona se odlikuje po tem, da je edina zlata krona, izdelana izključno iz zlata brez kakršnih koli dodatkov iz žada. |
| Zakladi         | Zaklad št. 339 Zlata krona iz gomile Seobongčong (korejsko 서봉총 금관; handža: 瑞鳳塚金冠; Seobongchong geumgwan;Sŏbongch'ong kŭmgwan) je zlata krona iz ljudstva Sila, ki je zdaj shranjena v Narodnem muzeju Gjongdžu. Krona je visoka 30,7 centimetra, premera 18,4 centimetra in visoka 24,7 centimetra, ko okraski visijo z naglavnega traku. Na širokem ogrodju krone stoji pet vej, ki so odtisnjene z valovitim vzorcem in vtisnjene v obliki pikčaste črte. Naglavni trak je okrašen z listi v obliki upognjenega žada. Desna in leva veja, skupaj s srednjimi vejami petih vej, so sestavljene iz kitajskega znaka 出 v treh krakih. Konice vej so okrašene z okraskom iz cvetočega cveta. Notranji okvir tvorita dva prekrižajoča se zlata pasova s konicami na vseh štirih delitvenih točkah okvirja krone. Na obeh straneh okvirja krone z naglavnega traku visijo oblikovani uhani. | |
| Zakladi         | Zaklad št. 631 Srebrna krona (korejsko 은관〈98호 남분〉; handža: 銀冠〈98號南墳〉; eungwan (98[= gusippal]ho nambun); ŭn'gwan (98[= kusipp'ar]ho nambun)) iz južne gomile št. 98 je srebrna krona, ki so jo našli blizu glave trupla v krsti grobnice. Krona je trenutno shranjena v Narodnem muzeju Gjongdžu. Mere krone so: 17,2 centimetra v višino, 16,6 centimetra v premeru, širina naglavnega traku pa 3,2 centimetra. Krona ima tri krake, vendar so edinstveni za vse druge vrste kron Sila, odkritih doslej. Sredinski krak je debel in ima obliko ščita ali morda upognjenega loka z visokim srednjim delom. Na ta zobec je pritrjena srebrna ploščica. Na obeh straneh osrednjega zobca je zobec v obliki polmeseca. Zunanja stran teh zobcev v obliki polmeseca je odrezana in zavita, da tvori peresom podobne izbokline, ki so edinstvene za umetnost dinastije Sila. Vendar pa obstaja analogen primer tega peresom podobnega okrasja iz krone Gaja previdnosti, najdene v gomili Uiseongtamni. Krona Eungvan je bila odkrita v parku gomil v kraljevi grobnici Miču v Gjongdžuju. Gomila je povezana s severa in juga in ima zato obliko buče. S premerom 80 metrov od vzhoda proti zahodu in 120 metrov od severa proti jugu je največja gomila dinastije Sila. Južna gomila je visoka 23 metrov, severna gomila, kjer je bil odkrit narodni zaklad št. 191, pa je visoka 22 metrov. | |